# Sonja Fuss
Sonja Beate Fuss (* 5. November 1978 in Bonn) ist eine ehemalige deutsche Fußballspielerin. Die Abwehrspielerin kam von 1992 bis 2011 in der Bundesliga und von 1996 bis 2010 für Deutschland zum Einsatz. 

## Sportliche Karriere

### Vereinsfußball
Sonja Fuss verbrachte den größten Teil ihrer Karriere bei Grün-Weiß Brauweiler, der sich im Jahr 2000 in den FFC Brauweiler Pulheim umbenannte. Als Studentin spielte sie zwischenzeitlich für die Hartford Hawks, das Team der Hartford University im US-Bundesstaat Connecticut. 2004 wechselte sie zum FSV Frankfurt. Ab Februar 2005 spielte sie beim 1. FFC Turbine Potsdam, um nach einer Saison zu FFC Brauweiler Pulheim zurückzukehren. Zu Beginn der Saison 2006/07 wechselte sie zum FCR 2001 Duisburg. Zur Saison 2009/10 wechselte Sonja Fuss zum 1. FC Köln, dessen neugegründete Frauenfußball-Abteilung zum 1. Juli 2009 aus dem FFC Brauweiler Pulheim 2000 hervorging und den Spielbetrieb in der 2. Frauenfußball-Bundesliga aufnahm. Im Januar 2011 wechselte Fuss zurück zum FCR 2001 Duisburg. Ihr Vertrag dort wurde im August 2011 aufgelöst und sie unterschrieb am 28. August bei FC Zürich Frauen. Am 16. März 2013 unterschrieb sie, gemeinsam mit Inka Grings, einen ab 20. Mai 2013 gültigen Vertrag mit den Chicago Red Stars. Dort absolvierte sie in der Saison 2013 16 Ligaspiele und erzielte zwei Elfmetertore. Am Ende der Spielzeit kehrte Fuss nach Deutschland zurück.

### Nationalmannschaft
Ihr erstes Länderspiel bestritt Fuss 1996 gegen die Niederlande. Ihr erstes Länderspieltor erzielte sie am 15. November 2003 gegen Portugal zum 1:0 (Endstand: 13:0).
Fuss wurde Europameisterin 1997, 2005 und 2009 sowie Weltmeisterin 2003 und 2007. Sie errang bei den Olympischen Spielen in Athen 2004 die Bronzemedaille. Für die Weltmeisterschaft 2011 wurde sie nicht mehr berücksichtigt. Im März 2012 wurde sie im Rahmen des Abschiedsspiels für Birgit Prinz von der Nationalmannschaft verabschiedet.

## Erfolge
Nationalmannschaft
- Weltmeisterin 2003 und 2007
- Europameisterin 1997, 2005 und 2009
- Olympische Bronzemedaille 2004

Vereinsfußball
- Deutsche Meisterin 1997
- Schweizer Meisterin 2011/12, 2012/13
- Schweizer Cupsiegerin 2012, 2013
- DFB-Pokal-Siegerin 1997, 2005 und 2009
- UEFA-Women’s-Cup-Siegerin 2005 und 2009

## Soziales Engagement
Fuss ist Schirmherrin bei Plan International Deutschland e. V. Mit ihrem Engagement unterstützt sie die Mädchen-Fußball-Projekte des Kinderhilfswerks.